# NGC 3044
NGC 3044 est une galaxie spirale barrée vue par la tranche et située dans la constellation du Sextant. NGC 3044 a été découverte par l'astronome germano-britannique William Herschel en 1784.

## Caractéristiques
La classe de luminosité de NGC 3044 est III et elle présente une large raie HI. Elle renferme également des régions d'hydrogène ionisé.

### Distance
Sa vitesse par rapport au fond diffus cosmologique est de 1 635 ± 34 km/s, ce qui correspond à une distance de Hubble de 24,1 ± 1,7 Mpc (∼78,6 millions d'al).
À ce jour, deux douzaines de mesures non basées sur le décalage vers le rouge (redshift) donnent une distance de 20,958 ± 3,279 Mpc (∼68,4 millions d'al), ce qui est à l'intérieur de la distance de Hubble. Notons cependant que c'est avec la valeur moyenne des mesures indépendantes, lorsqu'elles existent, que la base de données NASA/IPAC calcule le diamètre d'une galaxie et qu'en conséquence le diamètre de NGC 3044 pourrait être d'environ 35,1 kpc (∼114 000 al) si on utilisait la distance de Hubble pour le calculer.

### Luminosité dans l'infrarouge
La luminosité de la galaxie M81 (NGC 3044) dans l'infrarouge lointain (de 40 à 400 µm)  est égale à 1,00 × 1010 {\displaystyle L_{\odot }} (1010,00{\displaystyle L_{\odot }}) et sa luminosité totale dans l'infrarouge (de 8 à 1 000 µm) est de 1,32 × 1010 {\displaystyle L_{\odot }} (1010,12{\displaystyle L_{\odot }}).

## Supernova
La supernova SN 1983E a été découverte dans NGC 3044 le 13 mars 1983 par Natalya Metlova. Le type de cette supernova n'a pas été déterminé.